# Kree
Los Kree, también conocidos como los Ruul, son una raza alienígena ficticia con una mentalidad militar, científicamente avanzada, publicados por Marvel Comics. Son nativos del planeta Hala en la Gran Nube de Magallanes. 
Los Kree han aparecido en el universo cinematográfico de Marvel, fueron vistos en la serie de televisión Agents of S.H.I.E.L.D. y en las películas Guardianes de la Galaxia (2014), Capitana Marvel (2019) y su secuela The Marvels (2023).

## Historial de publicaciones
La primera aparición en el panel del Kree fue en Fantastic Four #65 (agosto de 1967), y fueron creados por Stan Lee y Jack Kirby. En su primera aparición, la Inteligencia Suprema envió a Ronan a la Tierra para investigar qué le sucedió a un Kree Sentry, que fue destruido por los Cuatro Fantásticos en el número anterior.
Los Kree hicieron sus primeras apariciones importantes en el primer volumen de Capitán Marvel, quien fue presentado como un guerrero Kree que es enviado a la Tierra para espiar a sus habitantes en Marvel Super-Heroes #12. El siguiente número también vería el debut de Yon-Rogg y Carol Danvers, una híbrida Humana/Kree, quien es el séptimo y actual personaje en llevar el título de 'Capitán Marvel'. Incluyendo a la Inteligencia Suprema, Ronan el Acusador y la Doctora Minerva, todos ellos aparecerían en la versión original de Captain Marvel.
Los Kree fueron una de las principales facciones involucradas en la historia de La Guerra Kree-Skrull de 1971, el evento se desarrolló en el primer volumen de los Vengadores. La historia establece la guerra entre los Kree y los Skrulls, involucra a otros grupos como los Vengadores, los Inhumanos y Los 4 Fantásticos. Incluía varias tramas entrelazadas en torno al regreso de Mar-Vell.
También aparecieron en la primera serie de Inhumanos, en la que se establece que los antiguos Kree experimentaron con humanos antiguos, lo que resultó en una rama de la humanidad con superpoderes. Los Kree finalmente abandonaron a sus sujetos de prueba y los Inhumanos crearon su propio reino lejos de la humanidad. Los Kree aparecen en los números 18 y 19 de la primera serie de cómics de Ms. Marvel. También se planeó originalmente que Danvers sería impregnada artificialmente por la Inteligencia Suprema.
El conflicto entre Kree y el Imperio Skrull continuó en las páginas del tercer volumen de Silver Surfer. Regresaron en la historia de los Vengadores Operación Tormenta Galáctica, una secuela temática de la Guerra Kree-Skrull, donde el Imperio Kree estaba en guerra con el Imperio Shi'Ar, quienes fueron introducidos en Uncanny X-Men. El evento presentó al equipo Fuerza Estelar.

## Biología
Los Kree originales se parecen a los humanos casi exactamente, con la excepción de la piel azul. Los Kree tiene un nivel de fuerza más alto que el de un ser humano, y requiere más nitrógeno para respirar cómodamente. Los cuerpos Kree se adaptan a las características ambientales de Hala que son diferentes a la Tierra. Hala tiene una mayor gravedad y una mayor concentración de nitrógeno en la atmósfera que la Tierra. Bajo la menor gravedad de la Tierra, su fuerza y velocidad aumentan. Sin embargo, no pueden respirar en la atmósfera de la Tierra sin utilizar una sustancia química, "fórmula para respirar" o dispositivos artificiales de soporte vital. 
Los primeros Kree tenía la piel de color azul, pero un segundo grupo racial con la piel rosada que se asemeja a la de los humanos caucásicos surgió a través de los milenios. Los Kree de "raza pura" de piel azul se han convertido en una minoría pequeña, pero poderosa. 
En promedio, un Kree adulto mide en el rango de entre 5 a 8 pies (1.5 a 2.4 metros) de altura. Algunas mujeres Kree pueden influir físicamente en los hombres, y algunas incluso pueden drenar la fuerza de la vida de los demás. 
Los Kree tuvieron contacto con los Skrull, una especie más avanzada que ellos, y que los sometió a un reto. Para decidir a qué raza del planeta Hala ayudarían los Skrull, si a los Kree o a los Cotati, les brindaron herramientas y un sitio a un grupo de cada uno. Los Kree crearon una gran ciudadela en el Área azul de la Luna, pero fueron derrotados por los Cotati. Como represalia, mataron a los Skrull y a la mayoría de los Cotati, y gracias a la tecnología de la que dispusieron durante la prueba, estuvieron listos muy rápidamente para comenzar la guerra contra los Skrull, la cual mantienen durante eones lo que permitió a los Kree crear un gigantesco imperio. 
Los Kree eran una raza evolutivamente estancada. Esto se debió a un solo miembro de la raza Kree que intentaba obtener el control de El Cristal de la Visión Definitiva. Este Kree sin nombre encontró el cristal, pero intentó usarlo para convertirse en un dios, con poderes como los de la Fuerza Fénix. Como castigo, el cristal "congeló genéticamente su evolución en el lugar" permitiendo que el resto de la creación los pase. En un intento de promover su desarrollo, algunos Kree se aparearon con otras especies, produciendo el Kree de "piel rosada", que es similar en apariencia a los humanos caucásicos. Estos rosas (también llamados 'blancos') finalmente superaron en número al Kree de piel azul. Pero estuvieron lejos de ser aceptados entre sus hermanos; muchos kree rosa fueron exiliados del mundo natal y puestos en campos de trabajo forzado en lunas estériles por sus primos de piel azul debido a prejuicios y racismo. Los Kree valoran lo que consideran su pureza genética, a tal punto que la reproducción fuera de la especie es un tabú estricto. En el imperio Kree, es un crimen para un hombre no Kree impregnar a cualquier Kree. 
La raza Kree ha producido seres super-humanoides individuales, ya sea a través de mutación natural, ingeniería genética o tecnología cyborg, incluyendo al capitán Mar-Vell, Ronan el Acusador, Ultimus, Shatterstar, Shatterax, Korath y otros. 
La Inteligencia Suprema intentó impulsar el proceso evolutivo de los Kree. A través de una serie de eventos discutidos a continuación durante la Operación: Tormenta Galáctica y la Guerra del Destino, logró que un gran número de su gente fuera irradiada con una Bomba Nega (matando al 90% de los Kree) y luego aceleró artificialmente su evolución por medio de un artefacto llamado Forever Crystal.
Esta nueva marca de Kree evolucionada, llamada Ruul, tiene un tono de piel grisácea y muchos tentáculos a la altura de los hombros sobre sus cabezas. Los individuos poseen la capacidad de 'querer' conscientemente la adaptación de la forma física a diferentes entornos. Les proporciona una metamorfosis controlada, desarrollando espontáneamente la capacidad de respirar bajo el agua, volar, cambiar de forma o lo que requieran sus circunstancias. 
Los Inhumanos más tarde sacaron a la luz un secreto largamente guardado sobre la creación de los Kree. Resulta que los Kree son, de hecho, de la estirpe de los Inhumanos Universales, los primeros de los primeros de su especie. A diferencia de una gran cantidad de razas en todo el universo, los Kree se alternaron con dos razas de resúmenes cosmológicos como los Celestiales y los Progenitores, que los hicieron evolucionar de primitivos a constructores de imperios. Mientras que los Celestiales engendraban a los Eternos nacidos en Kree, fueron los Progenitores -una raza de jardineros universales y científicos cósmicos que crearon su hogar en el otro extremo del cosmos dentro del corazón de una estrella solitaria- quienes pudieron forzar la evolución de la raza cro-magnon Kree en los conquistadores cósmicos que son hoy, gracias a la introducción de la Prima Materia que los Progenitores extraen y procesan en su Granja Mundial llamada Los Primagens.

## Cultura
Los Kree son una sociedad nacionalista, imperialista y militarista con la única religión extendida que es el culto a la Inteligencia Suprema. Una pequeña minoría, como los Sacerdotes de Pama, practican una religión pacifista Cotati, pero esto está prohibido (las primeras historias del Capitán Marvel mencionaban a un "ídolo" llamado Tam-Borr y un dios "fabricado" llamado Zo, a quien Marvel servía entre los números 11 y 15). Algunos son miembros de la Iglesia Universal de la Verdad.
El Imperio Kree se extiende a lo largo de casi mil mundos en el lóbulo noroeste (referencia de la Tierra) de la Gran Nube de Magallanes con avanzadas en otras galaxias.
Los nombres Kree son generalmente cortos, con una o dos sílabas. Los nombres dados están separados de los apellidos por un guion. Los ejemplos incluyen Mar-Vell, Yon-Rogg, Una-Rogg y Zey-Rogg.
A algunos Kree se les han dado referencias de cómics como nombres, como Mar-Vell (Marvel Comics), Att-Las (Atlas Comics), Dea-Sea (DC Comics) y Star-Lyn (Jim Starlin).
En general, los descendientes de los oficiales de la Milicia Imperial de Kree son reclutados inmediatamente.

### Población
La población de Kree superaba los 30 mil millones antes de la detonación de la bomba negativa. Los Kree perdieron un supuesto 98% de su población después de la detonación de la bomba negativa. Aunque los Kree de piel rosa son la mayoría, son los Kree de piel azul, como Ronan, quienes dominan su sociedad.

### Gobierno
Bajo la Inteligencia Suprema, el Imperio Kree era una dictadura tecnocráctica militar. Bajo la torpe Foulup, los Kree fueron temporalmente una monarquía, y mientras estuvieron bajo Ael-Dan y Dar-Benn fueron una dictadura militar.
Los líderes de los Kree han incluido a la Inteligencia Suprema, a Foulup, Nenora, Zarek, Ael-Dan y Dar-Ben, Phae-Dor, Tus-Katt, Morag, Ronan el Acusador y, más recientemente, Black Bolt de los Inhumanos.
Los Kree comenzaron su imperio hace más de un millón de años, dentro de cien años de la adquisición de la tecnología interestelar de los Skrulls (en ese momento, un pueblo benevolente). Los Skrulls en ese momento estaban tratando de comenzar un imperio galáctico propio, este basado en el libre comercio, y aterrizaron en Hala para ayudar a los nativos bárbaros a avanzar hasta el punto en que pudieran unirse.
Aunque Hala es el planeta oficial de origen Kree, durante un tiempo, el planeta Kree-Lar en el sistema Turunal sirvió como la capital del Imperio Kree, así como la sede del gobierno. El Imperio Kree es gobernado como una dictadura militarista. El gobernante permanente era la construcción informática orgánica llamada Supremor (o Inteligencia Suprema), un inmenso sistema informático al que se han vinculado los cerebros preservados de los más grandes intelectos de la raza Kree. Ayudaron a la Inteligencia Suprema varios administradores imperiales de Kree-Lar, que también son gobernadores de cada uno de los mundos miembros, y una gran milicia espacial permanente. También emplean poderosos autómatas llamados Centinelas, cuyo trabajo es mantener los mundos miembros bajo la atenta mirada del imperio.
El Imperio Kree es gobernado más tarde por Black Bolt y la Familia Real Inhumana que ganó poder después de que Ronan el Acusador, gobernante de los Kree después de la muerte de la Inteligencia Suprema, se le sometió.

## Tecnología
El Imperio Kree se extiende a través de un millar de mundos en el lóbulo noroeste (referencia de la Tierra) de la Gran Nube de Magallanes. Son la única raza en la galaxia en poseer la tecnología de Proyector Omni-Wave, un dispositivo que puede permitir la comunicación a través del hiperespacio y ser utilizado en una capacidad ofensiva como arma. También poseen tecnología de camuflaje, a la que llaman 'aura de negatividad'.
La tecnología Kree incluye naves avanzadas de warp-drive, robótica, tecnología biónica y cibernética, ingeniería genética avanzada, tecnología psiónica (Psyche-Magnetron), armamento avanzado de energía (Uni-Beam), generación de energía cósmica, armas nucleares / antimateria e incluso enlaces dimensionales y dispositivos de sifón. A través de la miríada de realidades más avances de Prime Marvel Universe Kree Tech. ha sido hecho en grandes pasos.
En los cómics definitivos, hacen uso de la armadura de batalla de cambio de forma nanomolecular con capacidades avanzadas de sastrería genética que pueden utilizar la fuerza cosmónica termonuclear como armamento y fuente de poder. El viajero multiversal Marvel Boy hace uso de una tecnología metamórfica similar impulsada por lo que se conoce como Kirby Engineering, trabajos mecánicos impulsados a través de la creencia y la interacción mental junto con metal líquido cambiante o nanotecnología autorreplicante.

### Sentry
(Primera aparición: Fantastic Four # 64, julio de 1967) También producen robots de combate llamados Centinelas, que suelen estar provistos de un cierto grado de sensibilidad y capacidad de habla.

### Psyche-Magnetron
(Primera aparición: Captain Marvel # 18 Nov 1969) El Psyche-Magnetron, por ejemplo, era un arma que posee poderes de modelado de la materia. Quienquiera que lo posea podría conjurar cualquier cosa ideada por Kree Science. Cuando sus rayos golpean al usuario, puede crear el dispositivo deseado por el usuario y también modificar la estructura genética del cuerpo dándole superpoderes. La unidad de potencia Magnetron o Power Core estaba contenida en una pequeña caja apantallada. Desafortunadamente, era extremadamente radiactivo y, una vez fuera de la caja, cambió inmediatamente su forma a un poliedro estrellado más grande. Luego emitió la misma radiación emitida como el Psyque-Magnetrón cuando bañaba a un sujeto, pero en cantidades tan elevadas como para quemar, cegar y finalmente aniquilar los sentidos instantáneamente y, a veces, incluso mata al sujeto en unos minutos. A través de sus rayos, el usuario obtuvo mayores poderes de modelado de la materia, que, desafortunadamente, fueron muy difíciles de controlar. La radiación cubría todos los espectros conocidos y era lo suficientemente fuerte como para transformar un área tan amplia como, por ejemplo, el norte de Florida, en un páramo radiactivo.

### Proyector Omni-Wave
(Primera aparición: ¿y si? # 19 Nov 1990) El Omni-Wave actúa como un dispositivo de comunicaciones de múltiples vías que aprovecha una fuente de energía cosmológica para doblar el tejido del espacio-tiempo para comunicaciones interestelares más rápidas que la luz. Sus proyecciones también pueden ser convertidas en armas a través del hiperespacio para destruir planetas, algo así como un medio de ataque llamado Annihilator Omni-Wave. La célula astillada de Kree conocida como la Legión Lunática una vez la modificó para transformar a los humanos de línea base en Kree genéticamente atrofiado y matar a la población sobrehumana de la tierra durante Vive como Kree o Muere. La superheroína preadolescente y la persona más inteligente actual del planeta; Lunella Lafayette, descubriría que podría hacer más que actuar como un receptor de radio o un rayo de muerte. Como el proyector Omni-Wave podría despegar las capas de la realidad para unir universos alternativos y líneas de tiempo paralelas. Permitir el cruce del multiverso y funcionar como un motor de deformación de nave espacial, permitiendo el viaje interestelar espontáneo a través de la asignación del universo alrededor del vehículo.

### Armadura de Batalla Kree
(Primera aparición: Fantastic Four # 65 Aug. 1967) Los uniformes de la milicia Kree son el atuendo típico de las fuerzas armadas del Imperio Kree. Los trajes vienen en formato multicolor con un símbolo de cofre para indicar el rango en el campo y el comando del ejército. El uniforme morado no tiene un símbolo que registre una clase privada o Grunt, gris con un círculo simple que representa una luna es teniente, uniformes verdes acomodan un emblema de Saturno y son usados por la clase Capitán, naranja pertenece a un rango mayor con una impresión solar en el pecho placa, los uniformes azules llevan un símbolo del sol con un anillo que pertenece al Coronel, la clase General Kree usa uniformes rojos con un átomo como símbolo de estrella con múltiples anillos que lo atraviesan. Los uniformes de la milicia Kree son resistentes al impacto a través del revestimiento de absorción vibratoria junto con el recubrimiento refractario que puede evitar el fuego del láser. Particularmente útiles en conjunto con sus Jet Belts para violar la órbita planetaria, también brindan protección cuando atraviesan diferentes ambientes atmosféricos; permitiendo el mantenimiento de sus habilidades y vitalidad súper humanoides. Las piezas de la armadura tienen un núcleo de poder que se puede configurar para sobrecargar en caso de captura o ser utilizado como armamento, cada pieza puede explotar con tres veces el poder de una granada de mano.
En otras apariencias, la armadura actúa como una aleación polimórfica nanocinética que se puede comprimir y expandir desde un dispositivo de reloj de pulsera, una vez activados estos chasis de armadura envuelven al usuario en un traje de poder metamórfico con grandes capacidades de transformación. Tales como blindaje de invisibilidad, campos de energía protectora, vuelo autopropulsado y un total kannon de alto octanaje; un bláster montado en la muñeca de tipo de energía desconocida. También aumenta físicamente al usuario y forma varias armas de sí mismo a voluntad de los usuarios. Estos trajes de batalla pueden ser alterados remotamente por un oficial superior, lo que obliga al usuario a transformarse de nuevo a su estado original, o provocar transformaciones que refuerzan físicamente, enviándolos a una furia berserker. Como se exhibe dentro del episodio 459 de Los Vengadores: Los Héroes más poderosos de la Tierra, estos uniformes kree tienen una propiedad metálica casi líquida que les permite la proyección espontánea y la formación de armamento alienígena avanzado al mando.

### Arma Universal
(Primera aparición: Fantastic Four # 65 Aug 1967) Armamentos de energía cósmica especialmente diseñados para armamento que vienen en forma de arma cuerpo a cuerpo; coloquialmente conocido como una barra cósmica. El más famoso se usó en las manos de un acusador público de Kree, el máximo agente de la ley del imperio Kree. Un arma más infamemente utilizada por Ronan el Acusador. Las armas universales son repositorios de energía cosmológica y solo pueden ser utilizados por un designado Kree Acusador adornando su armadura con poder, personas no autorizadas en posesión de las cuales serán electrocutadas; una falla segura en caso de que uno caiga en las manos equivocadas. Los Acusadores Kree a menudo hacen uso de las capacidades cósmicas de las armas con el propósito de manipular la materia y la energía hasta los efectos de absorber y alternar sustancias físicas, la generación de fuerza de conmoción, protección y construcciones de energía y vuelo interestelar. Las armas usan energía cósmica para reforzar las funciones anatómicas de sus portadores, propulsándolas a una capacidad física de alto nivel cercana a la de un Heraldo de Galactus, lo que les permite desafiar ejércitos enteros por su cuenta.

### Conquista la Colmena
(Primera aparición: Avengers: Secret Wars Ep. 22 West World) Los Kree en el universo animado despliegan estas fábricas de droides de asalto en mundos poblados, generando autómatas programados que se mudan y suprimen a los habitantes locales de dichos planetas que sus creadores pretenden conquistar. Después de lo cual las fuerzas del imperio se mueven y barren el área de cualquier rezagado en el camino de su colonización. Las unidades de producción de droides especiales se llaman La Reina Colmena, gigantescas fortalezas móviles automatizadas que se unen en el sometimiento de mundos al tratar directamente con una especie problemática mientras continúan la producción de sus drones. Tanto los robots como la fábrica reina están equipados con cañones láser.

### Destello Universal
(Primera aparición: Marvel Super-Heroes # 12 de diciembre de 1967) Versión estándar Los brazos laterales del soldado Kree vienen en la forma de una formidable pistola manual que puede proyectar y manipular varias energías, el soldado Kree y el superhéroe galáctico Mar-Vell modificaron su "Uni" "Destello" en un bláster montado en la muñeca que se convertiría en el modelo recurrente. Uno que podría reordenar la materia destruyéndola o reconstruyéndola, proyectando fuerzas alternas que oscilen entre enemigos y objetos, controle el magnetismo para varios efectos, emita deslumbrantes destellos de luz u ofuscando campos de oscuridad, descargas eléctricas, etc.

### Los Destructoides
(Primera aparición: Silver SurferIII # 6 de diciembre de 1987) Los Destructoides eran gigantescas armas de guerra, cada una tripulada por cientos de hombres. Tenían dos formas: 1. Una nave estelar. Viajó por el espacio hasta que llegó a su destino. 2. Una configuración gigante humanoide. (Nota: Puede haber sido solo para viajar dentro de la atmósfera de un planeta.) Cualquiera sea la forma que tomaran, tenían una gran potencia de fuego destructiva, tan grande que solo les llevó a dos de ellos pacificar un primitivo planeta indefenso. En la última forma, su propulsión salió del equivalente de sus piernas, y sus explosiones salieron del equivalente de sus brazos. En la forma anterior, su propulsión provenía de la popa mientras disparaban sus explosiones desde la proa del barco. Se cree que tenían la capacidad de disparar ráfagas desde otras áreas, por cualquier estándar normal, eran una fuerza a tener en cuenta.

### Jet Belt
(Primera aparición: Captain Marvel # 2, mayo de 1968) Una unidad de aviación propulsada por cohetes designada para Guerreros Kree, el dispositivo que cuenta con cohetes propulsores dobles en el costado de la cintura de un usuario que se activa mediante un interruptor de correa. El usuario, respaldado por su uniforme de batalla especialmente mejorado, les permite volar a alta velocidad dentro de una atmósfera habitable, así como a través de EVA para violar la órbita planetaria.

### Inteligencia Plex
(Primera aparición: Marvel BoyII # 1 Ago 2000) Originarios del universo de Marvel Boy, el Sistema Supremo de Inteligencia We-Plex es una instalación estándar diseñada por el enviado diplomático multiétnico del Imperio Kree. Específicamente uno utilizado por la 18.ª gestalt diplomática de Kree llamada The Marvel, una goleta transdimensional Noh-Var y su familia estaban a bordo cuando se hundieron en el Universo principal. La Inteligencia Plex fue diseñada en el cuarto eón del dominio de los genes donde en la Tierra-200080, la Inteligencia Suprema derivó el dispositivo de sí mismo sobre numerosas naves trans-realidad con el propósito de extender el camino pacífico del imperio kree a través de la existencia. Las funciones principales de Plex son la navegación, el mantenimiento y la consulta tanto del barco como de sus tripulaciones, capaces de vincularse cibernéticamente con la tecnología y la biología a nivel telepático. Incluso mientras está parado, las unidades Plex mantienen un enlace neuropsíquico con los anfitriones a bordo de su nave y pueden extender su propia influencia psíquica a través de un área amplia, tomando el control de múltiples mentes en un radio variado siempre que su enlace a su nave proporcione suficiente energía para hacerlo; Esta característica se llama El Omni-Wave. Además, su piezoplasma colectivo almacena y retiene el conocimiento colectivo de toda su raza, que se mantuvo a través de un sistema denominado interfaz compleja de personalidad múltiple. Su exudado nerosináptico también sirve como una instalación médica con la cual acelerar la cicatrización si está lesionado. Al igual que el núcleo Supremor, los Plex crean semillas que contienen toda su conciencia colectiva y almacenamiento de memoria dentro. En caso de que muera, la nueva Inteligencia Plex puede asimilarse con la antigua para fusionar lo nuevo con lo viejo para recrear una Inteligencia Suprema completamente nueva. 

### Helicoptera
(Primera aparición: Marvel Boy II # 5 Dic 2000) Las defensas de a bordo que adornan el Marvel, el buque exploratorio dimensional personal de Noh-Var. Actuando como los drones de vigilancia y asalto de la nave mientras están inactivos, son operados por We Plex Intelligence como un modo de ataque secundario. Sus alas giratorias son afiladas y pueden rasgar fácilmente la carne y la sangre de un solo golpe.

### Pulseras metamórficas
(Primera aparición: Marvel Boy # 2 Sept 2000) Tecnología proveniente de Tierra-200080, Noh-Varr hace uso de estas poderosas municiones en casi todas sus hazañas. Son un aparato de despliegue de armas con accesorios de increíble poder destructivo. Poder arrasar edificios hasta el suelo o dañar a metahumans de alto nivel como el centinela con relativa facilidad. Su función principal es convertirse en la mayoría de cualquier tipo de arma que Marvel Boy necesite. Normalmente se transforman en armas de fuego con un efecto de descarga de plasma, pero se pueden calibrar para emitir otras formas de energía, una munición más grande de la cual puede desplegar energía cósmica si es necesario. También se transforman en hojas de afeitar que se doblan como protección protectora, Al no tener diales o códigos de activación de botones, se supone que Noh-Varr accede a ellos a través de comandos basados en el pensamiento o la intuición.

### Nega-Bandas
(Primera aparición: Captain Marvel I # 16 de junio de 1969) El pináculo de la ciencia y el desarrollo de Kree. Diseñado y modelado después de las Bandas Cuánticas utilizadas por el héroe espacial Quasar, su fuente de energía y funcionalidad difieren mucho de dichos dispositivos. En lugar de extraer energía de la Zona Cuántica como el elemento en el que se basan, estas bandas están vinculadas y dibujan en la quintaesencia extradimensional de la Zona Negativa. Ha habido muchos usuarios de las Bandas Nega en varias publicaciones, más famosas utilizadas por miembros de la familia Vell: ei Capitán Mar-Vell, su hijo Genis y su hija Phyla-Vell, el impostor de Super Skrull, Khn'nr, así como algunos otros fuera del nombre del Capitán Marvel. Las Bandas Nega aprovechan su conexión con el universo antimateria y con la propia energía psíquica de los usuarios para empoderarlos con vastas energías cosmológicas. Dar a su portador fuerza sobrehumana, velocidad, casi invulnerabilidad, autosostenimiento, teletransportación, enlace dimensional, creación de portal y manipulación de la energía; aunque a una escala mucho más débil que los de las Bandas Cuánticas. En algunos usuarios, las bandas les dieron la capacidad de la conciencia cósmica que amplió sus sentidos a lo que sucede en todo el universo, en otros, podrían desviar la sustancia negativa de la Zona para la proyección de explosiones de fuerza Positrónica o teletransportación remota. Cómo deformar planetas enteros fuera de su órbita y hacia otra parte del espacio. Uno de los defectos de su programación era que las Bandas de Nega podían distinguir el vacío del espacio de una masa de agua de una línea oceánica, lo que significa que los usuarios todavía corrían el riesgo de ahogarse si se sumergían en él. Un descubrimiento inadvertido por parte de los usuarios posteriores de estas bandas doradas mostró que tienen la capacidad de atravesar límites dimensionales e irrumpir en otras realidades, como el Proyector Omni-Wave, capaz de abrir portales hacia y desde la Zona Negativa o potencialmente diferentes dimensiones / alternativas líneas de tiempo o incluso a través de distancias interestelares para viajes instantáneos.

### Arco compuesto del Alma Kree
(Primera aparición: Young Avengers Vol 2 # 4 de junio de 2013) Tecnología proveniente de la dimensión hogareña de Noh-Varr, obsequiada a Kate Bishop de los Jóvenes Vengadores. Con diseños similares a los de las Nega Bandas del Kree, utiliza fuerzas de la Zona Negativa unidas a la energía psi de su usuario para descargar ráfagas conmocionadoras de potencia lo suficientemente potente como para ayudar a los Soldados Kree mejorados como los padres de Marvel Boy.

### Nega-Bombas
(Primera aparición: Wonder Man # 8-9 1992) Una de las armas de destrucción masiva más devastadoras jamás concebida, construida por los Shi'ar utilizando las Nega Bandas robadas de Mar-Vell, pero que en verdad fueron propagadas por la Inteligencia Suprema. Este dispositivo horrendo aprovecha las energías antimateriales de la zona negativa para detonar con varias veces la fuerza explosiva de dispositivos incendiarios o termonucleares. De diferente tamaño, la bomba nega puede destruir galaxias enteras, matando trillones en una reacción negativa antitérmica. Mundos enteros parecían estar envueltos en un fuego devorador.

### Campo de Batalla Pocket
(Primera aparición: Marvel Boy # 2 Sept 2000) Otra pieza de arsenal de alto grado recopilada del caché de armas personales de The Marvel. Un cubo rosa multidimensional que podría crear simulacros 4-D de entorno de espacio real con física intercambiable. Podría expandir su tamaño y atraer grandes objetos o multitudes de personas dentro de sus confines y cambiar la naturaleza de las constantes universales de acuerdo con los comandos de los poseedores; maquillarse se vuelve hacia abajo, se vuelve a la derecha, se invierte la gravedad o se da a una nave espacial que se estrelle las propiedades de una súper bola. El campo de batalla tiene 9 configuraciones diferentes, cada una con su propia forma de física. Noh-Varr explica que con él, él puede controlar los diez de su eje. Dentro de estos espacios de campo de batalla, los usuarios pueden crear un bolsillo de subdimensiones editables que los usuarios pueden doblar por su propia voluntad, como hizo Ronan con sus poderes aumentados del Vortex Negro. Creando en palabras de Noh-Varr, micro realidades acusatorias impulsadas por la culpa de otros atrapados en ellas.

## Historia ficticia

### Antigüedad
Hace eones, los seres de poder masivo conocidos como Progenitores llegaron a Hala y emplearon en su población primitiva una sustancia conocida como Prima Materia, que sirvió como catalizador para hacer evolucionar a la población de Hala desde su forma primitiva. El planeta finalmente sería visitado por otra raza de seres de poder masivo que también experimentaría en su población.
Hace un millón de años, una raza de reptiles humanoides llamados Skrulls se encontró con la prehistórica Hala. En ese momento, los Skrulls eran una raza en gran medida pacífica, y se dedicaron a educar a los nativos hasta el punto de poder unirse a su imperio comercial. Sin embargo, en Hala vivían dos razas igualmente inteligentes, los Kree y los Cotati.
Los Skrulls propusieron una prueba para determinar la raza más digna. Esta prueba consistió en llevar a 17 miembros de cada raza a planetoides distantes en diferentes sistemas solares en otra galaxia, proporcionándoles suministros completos para un año y luego regresar al final de ese período para juzgar el valor de lo que cada grupo había logrado crear. La nave estelar Skrull llevó a los Cotati a una luna estéril en un sistema solar y luego llevó a los Kree a la luna de la Tierra, donde crearon una arena, el Área Azul, y los dejaron allí. Mientras los Cotati usaban sus habilidades para crear un hermoso jardín en su antigua luna estéril, los Kree usaron la tecnología rudimentaria proporcionada por los Skrulls para construir una ciudad magnífica. Un año después, los Skrull regresaron para juzgar los logros de los dos grupos y devolverlos a todos a Hala. Una vez de vuelta en su mundo natal, el líder Kree Morag se enteró de que, aunque los Skrulls que habían recuperado su grupo habían quedado extremadamente impresionados por la ciudad gigante, los otros Skrulls quedaron más impresionados por el éxito de Cotati. Enfurecidos, los Kree primero aniquilaron a los Cotati y luego, cuando la delegación de Skrull protestó, los mataron también y se apoderaron de la nave espacial de los Skrull. Luego se dispusieron a descifrar la tecnología de la nave estelar.

### Guerra Kree-Skrull
A los cien años de adquirir la tecnología interestelar de los Skrulls, el imperio Kree comenzó a extenderse por toda la Gran Nube de Magallanes. Los Kree lanzaron un ataque contra el imperio Skrull y los pacíficos Skrulls se vieron obligados a convertirse en guerreros para defenderse. La guerra Kree-Skrull continuará durante cientos de miles de años.
Al mismo tiempo, los Cotati en Hala casi fueron conducidos a la extinción por el Kree. Sin embargo, un pequeño grupo de Kree, los sacerdotes pacifistas de Pama, escondieron y mantuvieron a salvo a un grupo de Cotati. Finalmente, estos Kree comenzaron a adorar a los Cotati que habían mantenido abrigados. Para esconderlos y mantenerlos a salvo, los sacerdotes reubicaron a los Cotati supervivientes en todo el universo.
Alrededor de 250 años después, el Consejo Científico de Kree, consciente de que los Skrulls habían creado una vez un arma increíblemente poderosa llamada Cubeta Cósmica, diseñó una supercomputadora cibernética / orgánica llamada Inteligencia Suprema (a veces referida por el honorífico "Supremor") para ayudarlos. en la creación de un Cubo. Cuando la computadora se volvió funcional, determinó que un Cubo Cósmico sería demasiado peligroso de construir y rechazó la solicitud del Consejo Científico. La computadora luego se usó simplemente como asesor.
Al comienzo de la Guerra Kree-Skrull, hace millones de años en el tiempo de la Tierra, los Kree establecieron una estación en el planeta Urano, una posición estratégica entre los imperios Kree y Skrull. A través de su trabajo en esta estación, descubrieron que la vida sensible en la Tierra cercana había tenido potencial genético invertido en ella por los Celestiales alienígenas. Intrigado, el Kree comenzó a experimentar con el entonces primitivo Homo sapiens de la Tierra.
Su objetivo era aparentemente doble: investigar posibles formas de eludir su propio estancamiento evolutivo y crear una poderosa raza de soldados mutantes para usar contra los Skrulls. Sin embargo, aunque sus experimentos tuvieron éxito en la creación de una cepa de la humanidad con habilidades extraordinarias y diversas, se asumió que los Kree aparentemente abandonaron sus experimentos por razones que aún no están claras. Sin embargo, más tarde se reveló que la Inteligencia Suprema, de hecho, había predicho su muerte por las manos de estos experimentos y ordenó su destrucción.
Sus sujetos de prueba, finalmente denominados los Inhumanos, llegaron a formar una sociedad propia, que prosperó en reclusión del resto de la humanidad. Su ciudad Attilan ha sido reubicada con frecuencia. El Kree finalmente abandonó el proyecto, pero estacionó un robot de vigilancia gigante, Sentry 459, en una pequeña isla del Pacífico Sur. El desprevenido despertar de los Cuatro Fantásticos del Centinela largamente dormido, alertó a los Kree sobre el avanzado estado de evolución de la Tierra. La destrucción del Sentry trajo al funcionario Kree a Ronan el Acusador, con la intención de juzgar a los que "asesinaron" al guardia de avanzada. Tenía la intención de castigar a los Cuatro Fantásticos, pero lo derrotaron. La propia derrota de Ronan aumentó el escrutinio de Kree de la Tierra, desencadenando una cadena de eventos que continúa repercutiendo.
Con el tiempo, y mientras la guerra con los Skrull se prolongaba, la Inteligencia Suprema gradualmente acumuló más y más poder político y responsabilidad hasta que finalmente fue elegido como gobernante absoluto de los Kree. Finalmente, la Inteligencia Suprema llegó a ser adorada y se formó una religión organizada a su alrededor.

#### La Guerra viene a la Tierra
La importancia de la Tierra como cabeza de playa estratégica se hizo evidente cuando los Vengadores se involucraron en la última ronda de hostilidades Kree-Skrull. Se descubrió que los Skrull se habían infiltrado en la sociedad humana en un esfuerzo por controlar la infraestructura política de Estados Unidos, usando sus habilidades de cambio de forma para reemplazar figuras políticas clave. Mientras tanto, los Kree estaban restableciendo los lazos culturales con los Inhumanos, supuestamente con el propósito del intercambio tecnológico, aunque sus verdaderas intenciones resultaron ser mucho más siniestras.
En este punto, el Capitán Marvel, ex héroe del Imperio Kree, se acercó a los Vengadores con evidencia de que elementos renegados dentro de la Jerarquía Kree (liderados por Ronan el Acusador) planeaban 'borrar' a la humanidad mediante el uso de tecnología exótica. Este esquema particular fue frustrado por Marvel y los Vengadores (comprendidos, en ese momento, de Goliath 2, Quicksilver, la Bruja Escarlata, la Visión, Yellowjacket, la Avispa, y el lado eterno de Rick Jones) pero resultó ser solo el la punta del iceberg.
A medida que la guerra se intensificaba y la posición de la Tierra se volvía cada vez más precaria, los Avengers originales (incluidos Thor, Iron Man y el Capitán América) volvían al servicio activo después de un grupo explorador de Skrull (liderado por la amenaza interestelar Super-Skrull) logró secuestrar a Marvel, Quicksilver y la Bruja Escarlata. El Skrull también intentó destruir el Gran Refugio de los Inhumanos con un dispositivo incendiario de nivel nuclear, pero falló cuando los Vengadores intervinieron. Este fue el primer indicio del grupo de que se estaba librando una guerra interplanetaria por la posesión de la Tierra. Durante el conflicto que siguió, el Súper-Skrull llevó a sus prisioneros de vuelta al mundo natal de Skrull, dejando que los Vengadores restantes recogieran las piezas y reformaran sus destrozadas fuerzas.
El conflicto empeoró cuando los Vengadores comenzaron a comprender la escala de la guerra que estalló a su alrededor. Partiendo en busca de sus aliados secuestrados, descubrieron una vasta armada 'Skrullian' en ruta para devastar el planeta Tierra; una flota equivalente de Kree preparada para aniquilar a los Skrulls; y una insurrección a gran escala entre la Inteligencia Suprema y Ronan el Acusador. Todos los bandos estaban decididos a invadir o diezmar la Tierra para evitar que cayera en las manos "equivocadas". Liderados por Thor, Iron Man y Visión, los Vengadores lanzaron un ataque contra el nave insignia de Skrull, logrando de algún modo volver atrás la flota después de una batalla desesperada (durante la cual Goliath 2 fue considerado MIA y presumiblemente muerto cuando intentó detenerlo una nave espacial Skrull que llega a la Tierra).
La guerra llegó a su fin cuando la Inteligencia Suprema logró llevar a Rick Jones a su presencia. La Inteligencia había sido usurpada por Ronan el Acusador, pero (como le explicó a Rick en retrospectiva), todavía era capaz de canalizar sus poderes a través de un agente. Mientras que a la Inteligencia le importaba poco el destino de la Tierra y sus habitantes, reconoció que la guerra Kree-Skrull era inútil, y alteró temporalmente el ADN de Rick para liberar su "potencial evolutivo completo". Armado con poderes divinos, Rick literalmente congeló a las fuerzas Kree y Skrull a mitad de camino, permitiendo que la Inteligencia restablezca el control sobre su gente y detenga la guerra.
El esfuerzo fue demasiado para la frágil fisiología humana de Rick; mientras caía sin vida al suelo, la Inteligencia Suprema teletransportó a los Vengadores restantes a su lado para presenciar su sombrío sacrificio. La ironía no se perdió en los héroes reunidos, quienes reflejaron que un adolescente frágil había tenido éxito donde todos sus poderes colectivos habían fallado. El último acto en la tragedia cósmica fue llevado a cabo por el Capitán Marvel, quien, entendiendo la deuda de todos ellos, acordó fusionar su fuerza de vida con el cuerpo de Rick, lo que hizo que el niño volviera al borde de la muerte a costa de su propia libertad individual.

### Futura Guerra Kree-Skrull
En varios momentos de los años posteriores al final de la primera guerra Kree-Skrull, se dijo que las hostilidades habían estallado nuevamente entre los dos imperios. No está claro cuán serios fueron estos conflictos aunque a menudo se los denominó "guerras".
La más importante de estas instancias llegó cuando los Skrulls perdieron su capacidad de cambiar de forma, y un Skrull Warlord provocó nuevas hostilidades. Durante esta guerra, la Inteligencia Suprema fue incapacitada por Silver Surfer. Después, Nenora, un espía Skrull disfrazado de un alto funcionario de Kree, tomó el mando del imperio Kree. La guerra terminó con la muerte de Nenora a manos de S'ybill, la Emperatriz Skrull. La regencia de los Kree fue asumida por un alienígena llamado Clumsy Foulup, quien pronto fue asesinado por oficiales militares Kree.
Las maquinaciones de Thanos llevaron a la eliminación repentina de la mitad de las formas de vida del universo. Sin darse cuenta del papel de Thanos en la desaparición, los Kree y los Skrull se culparon mutuamente y renovaron temporalmente la lucha.

### Guerra Kree-Shi'ar
No mucho después de que terminaron los conflictos con los Skrull, los Kree nuevamente se vieron envueltos en una guerra, esta vez con el Imperio Shi'ar. Esta guerra fue mucho más corta, y fue diseñada por los Skrulls y la Inteligencia Suprema.
Los Vengadores de la Tierra se involucraron en el conflicto cuando los Shi'ar abrieron un agujero de gusano en el sistema solar de la Tierra para obtener acceso rápido al territorio de Kree, sin preocuparse por el daño que se causaría al Sol de la Tierra como resultado. Su participación inadvertidamente desencadenó una cadena de eventos que llevaron a la detonación de una Nega bomba en el espacio Kree. La explosión de la bomba, en la cual la energía negativa fue lanzada al espacio causando un explosivo extremadamente poderoso y una reacción radiactiva, devastó el imperio Kree, y llevó a su rendición al Sh'iar. Finalmente se reveló que la Inteligencia Suprema era la responsable última de la detonación de la bomba, ya que todo era una apuesta para poner en marcha el desarrollo genético de la raza Kree.
El territorio Kree fue luego anexado por Sh'iar, con la emperatriz Lilandra nombrando a su hermana Ave de Muerte como la administradora de los territorios. Ave de Muerte ha abandonado esta publicación desde entonces.

### Ruul y retcon
Los Kree restantes se desarrollaron en el Ruul a través de las maquinaciones de la Inteligencia Suprema y el Cristal Forever, un artefacto místico muy poderoso. Como Ruul, la raza orquestó los eventos de "Máxima Seguridad" que temporalmente convirtieron a la Tierra en una prisión. Cuando se revelaron el origen de Kree y las manipulaciones detrás de escena, los Kree lograron liberarse del dominio Shi'ar. La raza Kree fue luego restaurada a su forma original.
Los soldados Kree también aparecieron durante los Vengadores Desunidos, cuando atacaron la Tierra y fueron expulsados por los Vengadores.

### Aniquilación
En Annilation # 2, se revela que las fuerzas Kree, comandadas por la casa mercante de Fiyero, constituyen el 90% del Frente Unido. En el n.º 5, después de que la misericordia matara a la Inteligencia Suprema y aniquilara la Casa de Fiyero, Ronan el Acusador asumió el control del Imperio Kree.

### Aniquilación: Conquista
Durante Aniquilación: Conquista, el Imperio Kree es asimilado por la Falange. Los Phalanx y Ultron aíslan el espacio Kree del resto del universo, pero son detenidos por los Guardianes de la Galaxia del año 3000, Nova, Warlock y el hijo de Warlock.

### Invasión Secreta
Los Kree tienen un agente en la Tierra que se entera de la Invasión Secreta de Skrull pero supuestamente es asesinado antes de que pueda pedir ayuda. 
Noh-Varr, un Kree de una Tierra paralela, proclama el planeta bajo la protección de Kree y toma parte en la batalla final. Él es considerado un héroe por la población del planeta y por los Kree que aprenden de su valentía durante el ataque. Él toma el manto del Capitán Marvel y sirve en los Vengadores de Osborn hasta que se entera de su verdadera naturaleza. Mientras huye, se las arregla para comunicarse con la Inteligencia Suprema que le otorga el título y la posición de Protector de la Tierra y le otorga un par de Negabands personalizadas.
Ronan el Acusador, el gobernante en funciones del Imperio Kree, forja una alianza con la Familia Real Inhumana para localizar y salvar a Black Bolt de los Skrulls. Ronan solo acepta ayudar a los Inhumanos a cambio de la mano de Crystal en matrimonio, a lo que Medusa está de acuerdo.

### Guerra de Reyes
Poco después de que ocurra la Invasión de la Tierra, los Inhumanos comienzan su asalto personal contra el Imperio Skrull. Después de destruir un buque de guerra Skrull que ha huido al espacio Shi'ar, así como a tres Warbirds Shi'ar, los Inhumanos luego viajan a Kree-lar y reclaman el dominio sobre el Imperio Kree.
El Emperador Vulcan, líder de los Shi'ar, declara la guerra contra los Kree y lanza un ataque sorpresa durante la boda de Ronan y Crystal. Los Kree toman represalias y, a través de las acciones de los diversos miembros de la familia real, se hacen querer por los Kree. 
Después del asesinato de la ex Emperatriz Lilandra, los Kree lanzan una T-Bomb destinada a terminar la guerra rápida y decisivamente. La bomba funciona con la voz de Black Bolt, que reside en la bomba. Black Bolt es atacado por Vulcan y los dos son dados por muertos cuando la bomba explota en el territorio de Shi'ar. Los Kree reclaman la victoria y el control del imperio Shi'ar.

### Reino de Reyes
Medusa lucha brevemente como único gobernante del Imperio Kree hasta que Black Bolt regresó a Attilan poco después de su supuesta muerte. Llevó a los Kree e Inhumans a la batalla durante la Guerra de las Cuatro Ciudades.

### AvX: Avengers vs X-Men
En "Avengers vs. X-Men", a raíz del advenimiento de la Fuerza Fénix, se dirige hacia la Tierra en busca de su último anfitrión. Noh-Varr es contactado por la Inteligencia Suprema del universo principal mientras los Vengadores se preparan para interceptar al Fénix antes de que caiga en tierra, exigiendo que capture su poder para el Imperio Kree sin importar el costo. Una vez después del fracaso inicial, los más poderosos de la tierra eventualmente tienen éxito en la adquisición de su esencia dentro del martillo encantado de Thor; a raíz de dicho logro, sin embargo, Protector traiciona al equipo y se lo entrega a la Supremor según la directiva de su misión.
Pero al darse cuenta de que los Kree no tenían la intención de salvar a la Tierra del Fénix, Noh rápidamente los atacó y devolvió la esencia Fénix a los Vengadores enfurecidos que lo dejaron atrás de un hombre marcado en Hala cuando regresan a la tierra. Noh, por otro lado, es perseguido sin piedad por su traición, sus Nega Bandas que sus perseguidores acusadores le quitaron, mientras sus antiguos compañeros regresaban a casa. Antes de que logren encontrarlo, sin embargo, planta una bomba que destruye a sus atacantes junto con la vivienda principal del Supremo.
Un grupo secreto trabajando alrededor de la jerarquía de Kree a través de Plex como control mental usaría más tarde el poder de la fuerza cósmica junto con el Cristal M'Kraan para revitalizar a su campeón caído; el Capitán original Mar-Vell. Con un héroe Kree ahora resucitado bajo su mando, los héroes designado Kree Carol Danvers y Noh-Varr pronto quedarían bajo el mando de Mar-Vell y la transmisión manipulatoria basada en genes utilizada para manipular a los Kree a su servicio. Causando que enciendan a los Vengadores secretos y ordenen una ejecución pública para algunos de ellos cuando llegue el Fénix.
Como se reveló más tarde, los difuntos deshonrados de Mar-Vell actuarían para alejar al Fénix de la Tierra y hacia Hala en un intento suicida de poner en marcha la trascendencia de las razas. Este plan fracasó cuando la Visión emitió una contra transmisión a las habilidades psicosemáticas únicas de dicho gran sobrino controlando a todos en Hala, ya que el padre se suicidó antes de matar a su propio hijo, el mundo natal del Kree se salvó cuando el Capitán Marvel sacrificó su propia vida y las energías del Fénix él como la entidad vino a recuperarlo.

### Infinity
Durante la historia de Infinity, Ronan el Acusador y la Inteligencia Suprema aparecen como miembros del Consejo Galáctico donde representan el Imperio Kree. Después de la pelea con los Constructores y la lucha contra Thanos, la Inteligencia Suprema pudo perdonar a Ronan el Acusador y al Ejército Kree.

### El Vórtice Negro
Durante la historia de El Vórtice Negro, Ronan el Acusador roba El Vórtice Negro de los X-Men con poderes cósmicos, quienes luego atacan a Hala. Finalmente se van, pero Señor Cuchillo aprovecha la oportunidad para robar El Vórtice Negro y luego destruye a Hala y a la Inteligencia Suprema de la pequeña venganza. Ronan y la Flota Imperial sobreviven y la última semilla restante de la Inteligencia Suprema fue robada del Coleccionista por la hermanastra de Star-Lord, Capitána Victoria.

### Reales
Como la familia real Inhumana, con la ayuda de Noh-Varr, se dirigen a las ruinas de Hala en busca del Primagen. Ellos son encontrados por Ronan el Acusador, todavía cósmicamente empoderado, que los atrapa a todos en una prisión ideada psicológicamente, diseñada para atormentar a cada uno de sus detenidos.
Marvel Boy discierne que dichas ilusiones son similares a sus efectos Pocket Battlefield, y trabaja con su propio dispositivo de campo de batalla. Mudarse a Medusa, Crystal, Gorgon, Flint y Swain gratis con la ayuda de Maximus mientras calma al difunto acusador con su dispositivo We-Plex Intelligence para darle simulaciones de un próspero del Imperio Kree.
Después de haber ayudado a sembrar las semillas para restablecer la reforma del Kree caído, Los Reales se van. Dejando que el último acusador recoja las piezas y, con un poco de suerte, se repare con la ayuda de la inteligencia de Plex, que vuelve a crecer constantemente, y Crystal viene poco después de una separación desgarradora con su antiguo amor.

### Muerte de los Inhumanos
Se reveló que, en algún momento, la Inteligencia Suprema había enviado a un contingente de Kree a explorar y trazar los alcances externos del Universo para encontrar y comprar el nombre de Hala en todas las estrellas. La misión tomó generaciones y actualmente, aquellos que se encontraban en la contingencia nunca habían visto ni pisado su planeta natal, solo pudieron soñar con sus cielos dorados y cantaron su nombre como un santuario en sus oraciones. Finalmente, finalmente regresaron a Hala, solo para encontrarlo en ruinas. Con el imperio, una vez glorioso y orgulloso, ahora reducido a cenizas, eliminaron a Ronan, exiliaron a los leales a él y decidieron usar a los Inhumanos como parte de sus planes para reconstruir Hala y traer un nuevo amanecer al Imperio Kree. A tal efecto, diseñaron un nuevo tipo de Inhumano para tener todos los poderes de un Inhumano pero ninguno de la humanidad, iniciando en el proceso una campaña de terror que mató a miles de Inhumanos. Más tarde se reveló que los soldados Kree detrás de Vox habían capturado realmente a Ronan el Acusador y a aquellos que le eran leales en el lugar donde experimentaron. Después de liberarse y matar a algunos soldados Kree, Black Bolt encuentra dónde se encuentra Ronan. Ahora, simplemente un cyborg, Ronan le rogó a Black Bolt que pusiera fin a su miseria mientras se disculpaba por todo el dolor que causó a los Inhumanos a los que obedece susurrando: "Estás perdonado".

### Infinity Countdown
La resucitada Inteligencia Plex, que ahora se hace llamar Inteligencia Extrema, buscó la adquisición de las Gemas del Infinito para renacer su Imperio.

### Empyre
En "Camino a Empyre", Teddy Altman recibe una misteriosa oferta a costa de dejar a Billy Kaplan. El acepta la oferta de convertirse en el nuevo gobernante de la Alianza Kree-Skrull, adoptando el manto de "Dorrek VIII" y comenzando los preparativos para invadir la Tierra para "la guerra final".
El general G'iah y sus hijas llamadas Alice, Ivy y Madison obtienen una muestra de Cotati de un laboratorio mientras explican la historia de la enemistad entre los Kree y los Skrull. En su motel, son emboscados por un agente Kree. La general G'iah lleva a sus hijas a rastrear al agresor hasta una familia Kree. Después de que las hijas de G'iah le impidieran tomar represalias contra ellas, el patriarca de la familia Kree que voló su habitación de motel de repente recibe un mensaje en su teléfono celular Kree-tech de parte de Dorrek VIII indicando a todos los soldados Kree y Skrull en el campo que los Kree y las armadas Skrull se han unido para enfrentar a un enemigo común. Ellos vienen a la Tierra para destruirlos mientras él habla.Finalmente se revela que el enemigo son los Cotati que están regresando, así como el Mesías Celestial.En la Alianza Kree/Skrull, Dorekk VIII ha ganado al Capitán Glory, Mur-G'nn, Tanalth el Perseguidor y Super-Skrull como su círculo íntimo. Cuando los Vengadores se enteraron de los verdaderos motivos de los Cotati, decidieron trabajar juntos para luchar contra los Cotati y evitar que eliminaran toda la vida animal.

## Conocidos Kree
- Ael-Dan:[81] usó un robot Silver Surfer para ejecutar Clumsy Foulup y Dwi-Zann durante el Guantelete del Infinito. Fue asesinado por Deathbird durante la guerra Kree-Shi'ar.[82]
- Ahmbra[83]- Un Kree que asumió la identidad humana de Amber Watkins para ver a Ultra Girl.
- Capitán Atlas (Att-Lass)[84]- Un Kree que es miembro de Starforce y aliado de Minerva. Más tarde fue mutado por Psyche-Magnitron.
- Av-Rom[85]- Un Kree que forma parte de un grupo de Kree que busca reclamar a Hulking.
- Bar-Konn - un capitán Kree que representa a Kree en la Junta de Gobernadores del Programa espacial Alpha Flight.[86]
- Bav-Tek[87]- Un Kree que es miembro del Frente de Resistencia Kree.
- Coronel Bel-Dann[88]- Un Kree que es miembro del Batallón de la Paz de Kree. El coronel Bell-Dann luchó contra Raksor en nombre de todo el imperio Kree.
- Bheton[89]- Un Kree que es el líder de los posibles mentores de Ultra-Girl que residían en la Tierra.
- Brock: un Kree que es un guardaespaldas de la Inteligencia Suprema.
- Bron-Char[90] - Un Kree que es miembro de la Legión Lunática de Galen Kor. Rompió el escudo del Capitán América que luego lo derrotó.
- Bronek[91] - líder de los Kree circa 78000 a. C. Bronek fue quien creó los Centinelas.
- Bun-Dall[92] Servidor a la Suprema.
- Capitán Glory:[93] un Kree que es miembro de la versión alienígena de la Legión Letal.
- Jefe:[94] estacionado en Drez-Lar bajo Ko-Rel. Asesinado por Gamora y la Falange.[94]
- Ciry[90]- Miembro de la Legión Lunática.
- Dandre[89]- Un Kree que residió en la Tierra y es uno de los de Ultra-Girl sería un mentor.
- Dantella[95]- Miembro del Frente de Resistencia Kree. Actualmente fallecido.
- Dar-Benn[81]- Un Kree que usó un robot Silver Surfer para ejecutar Clumsy Foulup y Dwi-Zann durante el Guantelete del Infinito. Fue asesinado por Deathbird durante la guerra Kree-Shi'ar.[82]
- Dea-Sea[96]- Un Kree que fue visto por última vez cuando era niño.
- Devros[97]- Un Kree que también es conocido como el Rey Brood. Devros fue un gran almirante y excomandante de Zen-Pram. Fue transformado en un Brood y más tarde fue asesinado por Mar-Vell.[98]
- Hoyuelos[99] - estacionados en Drez-Lar bajo Ko-Rel; asesinado por Gamora y la Falange.[100]
- Dwi-Zann[101] - un Kree blanco que fue un general y aliado de Clumsy Foulup; fue ejecutado por el robot Silver Surfer controlado por Ael-Dann y Dar-Benn[81]
- Dylon Cir[90]- miembro de la Legión Lunática de Galen Kor; se convirtió en energía para el proyector Omni-Wave[102]
- En-Vad[103]- un capitán que entrenó a Mar-Vell; formó parte de una expedición para conquistar Toped, pero fue asesinado por Genis-Vell[103]
- Ess[100] - fue absorbido por la Falange[100]
- Falzon[104] - científico; padre de Shatterstar (Arides); actualmente fallecido.
- Fer-Porr[105]- miembro de la Legión Lunática.
- Flagpole[94]- estacionada en Drez-Lar bajo Ko-Rel; asesinado por Gamora y la Falange[94]
- Galen-Kor[90]- Fundador y líder de la Legión Lunática; lideró un asalto a la Tierra en represalia por la Operación:Tormenta Galáctica; aparentemente fueron asesinados junto con el resto de la Legión cuando se convirtieron en energía para alimentar a la Omni-Wave[102]
- Hala la Acusadora[106]- Un miembro del Cuerpo de Acusadores de Kree.
- Hav-Ak[107]- miembro del Batallón de Paz de Kree; más tarde es asesinado[87]
- Casa de Fiyero[108]- La casa gobernante en Hala que ordenó que la Inteligencia Suprema fuera lobotomizada. Más tarde vieron a Ronan como una amenaza y le dieron a Tana Nile información sobre Thanos a cambio de incriminar a Ronan por conspirar contra ellos. La Casa de Hiyero intentó una alianza con Anita de Aniquilación, pero todos fueron asesinados por Ronan.[109]
- Jella[107]- miembro del Batallón de la Paz de Kree; más tarde es asesinado[87]
- Jul[100]- asesinado por la Falange[100]
- Kar-Sagg[110] - el científico que creó Sol de Medianoche finalmente le permitió su libertad
- Kalum Fahr[111]- un comandante en el ejército Kree
- Keeyah, un antiguo miembro de los Starjammers, fue piloto durante un tiempo
- Klaer[107] - miembro del Batallón de la Paz de Kree
- Kona Lor[112] - miembro de la Legión Lunática de Galen Kor; se convirtió en energía para el proyector Omni-Wave[102]
- Korath el Perseguidor (Korath-Thak)[113] - miembro de Starforce y un ciber-genetista; fundó el proyecto Pursuer; Posteriormente imbuido del poder del Perseguidor.
- Ko-Rel (Nova 0001)[94] - madre de Zam; estacionado en Drez-Lar; ella había cargado a Mundo de Mente Xandariana para convertirse en miembro del Cuerpo Nova para poder proteger a Richard Rider de la Falange; finalmente asesinado por Gamora[114]
- Batallón de la paz de Kree[107]
- Frente de resistencia de Kree[95] - Un grupo de Kree que deseaba liberarse de Shi'ar.
- Lar-Ka[115] - excomandante de campo en el Frente Unido que fue ejecutado por Ronan[115]
- Leigh Marshall[116] - Una Kree que estaba posando como una niña en la Tierra con su padre; salió con un chico Skrull
- Levan[117]- miembro de Freebooter.
- Legión Lunática[118]- un grupo de conspiración de Kree; la primera Legión, dirigida por Zarek, se basó en el lado azul de la Luna; el segundo,[119] dirigido por Galen-Kor, también se basó en la Luna, pero fue un agente de la Inteligencia Suprema que no quería
- Mac-Ronn[120] – Científico y aliado de Ronan
- Capitán Marvel (Mar-Vell):[121] el héroe más grande Kree, que desertó a la Tierra, más tarde murió de cáncer. Se pensaba que el yo pasado había sido transportado al futuro, pero se reveló que era un Skrull llamado Khn'nr cuyo condicionamiento fracasó.
- Maston-Dar: un general Kree que una vez llevó a las fuerzas de Kree a reclamar el Área Azul de la Luna de los Inhumanos.[122]
- Doctora Minerva (Minn-Erva)[123] - miembro de Starforce; una genetista que intentó aparearse con Mar-Vell para engendrar una descendencia superior para avanzar en el potencial evolutivo de los Kree; usó el Psyche-Magnitron para duplicar los poderes de Ms. Marvel
- M-Nell (Comando)[124] - miembro de la Guardia Imperial; unidos para simbolizar la unidad entre Kree y Shi'ar
- Mon-Tog:[125] un Kree negro que es el comandante de un puesto de avanzada cerca de Stent
- Morag[126]- un líder tribal kree de iones que supervisó la construcción del Área Azul de la Luna
- Murius[127]- esposa de Falzon y madre de Arides; Más tarde asesinado por su hijo[127]
- Nenora[128] - también conocido como Agente K6; Skrull que se infiltró en Kree; examante de Aptak y agente de Kylor; excoordinador jefe de la Inteligencia Suprema; ella secretamente informó a Skrulls de los planes de Kree; Ella fue revelada como un Skrull por S'byll y depuesta.[129]
- Noh-Varr[130] - Un soldado Kree de una realidad paralela, llamado Marvel Boy; Actualmente atascado en la Tierra-616 ; Empalmado de genes con insectos similares a las cucarachas, único sobreviviente de la nave que se estrelló en la Tierra; inicialmente capturado por la Corporación Midas; encarcelados en el cubo; reclutado por Norman Osborn para sus Vengadores Oscuros, finalmente abandona el equipo al enterarse de que la mayoría de sus miembros son villanos
- Om-Fad[131] - miembro de los Sacerdotes de Pama en Lamentis; aliado de Quasar (Phyla-Vell) y Dragón Lunar.
- Pap-Tonn[132]- científico
- Phae-Dor[133]- exlíder del Consejo Científico de Kree; intentó capturar a Mar-Vell de la nave del Dr. Minerva para usar en la Guerra de las Tres Galaxias
- Los Sacerdotes de Pama[134]- Pacifistas; entrenado de Libra y Mantis
- Sacerdotes de Shao Lom (grupo escindido de Sacerdotes de Pama que entrenaron a Dragón Lunar en la luna Titán de Saturno)
- Primus[124]- Kree blanco; antiguo peón de la Inteligencia Suprema; lideró una milicia clandestina
- Ronan el Acusador[135] ex acusador público supremo del imperio Kree; El líder del Cuerpo de Acusadores de Kree, anteriormente administrado justicia en nombre de los Kree, actuó por los Shi'ar una vez que tomaron el imperio Kree, se alió con Richard Rider durante el asalto de Annihilation Wave. Ronan entregó el Imperio a los Inhumanos y se casó con la Familia Real Inhumana.
- Sallen Bei[136] - redactó el registro de los eventos de la guerra Kree / Shi'ar que fue recuperada por la futura "Legión Lunática"
- Sals-Bek[111]- Asesino
- Saria[87] - tuvo un romance con Genis-Vell
- Sar-Torr[137]- estaba a bordo del Helion
- Sen[100]- asesinado por la Falange[100]
- Shatterax[138]- miembro de Star Force; fue cibernéticamente mejorado
- Shymr[139]- miembro del Frente de Resistencia Kree
- Singhre (Shen-Garh)[89]- uno de los de Ultra-Girl serían mentores que se hicieron pasar por su médico; Asumió la identidad del Dr. Steven Singer.
- Sintaris[140]- Alto Kronaster y embajador ante el Consejo Intergaláctico
- Sro-Himm[141]- miembro de la Legión Lunática
- Starstealth[142]- Guerreros Kree que intentan vengar la pérdida de la guerra Kree / Sh'iar; anteriormente encarcelado en la bóveda; extraditado a un tribunal interestelar de crímenes de guerra
  - Kalum Lo[143] Un comandante Kree en el ejército Kree y líder de Starstealth; dirigió un asalto a la Tierra que destruyó temporalmente al Hombre Maravilla.
- Stug-Bar[142] - miembro de Starstealth
- Inteligencia Suprema[144] - Las mentes colectivas del más grande Kree de Hala, que es el gobernante supremo de los Kree. Originalmente fue creado para liderar la creación de una contraparte del Cubo Cósmico Skrull. La inteligencia suprema fue ejecutada por los Vengadores,[145] lobotomizada por la Casa de Fiyero y luego por misericordia asesinada por Ronan.[109] Finalmente revivido por el acusador después de Realm of Kings[146] solo para ser asesinado nuevamente cuando el Sr. Knife y sus Señores de Masacre cósmicos destruyeron a Hala.[147]
- Talla Ron[112]- miembro de la Legión Lunática de Galen Kor; se convirtió en energía para el proyector Omni-Wave[102]
- Tarnok-Kol[111]- Un comandante en el ejército Kree
- Ten-Cor[131]- trabajó junto a Peter Quill en Hala hasta que fue asimilado por la Falange
- Tel-Kar[148] - es el primer Kree en unirse al simbionte que se convertiría en el simbionte Venom
- Tiptoe[100] - estacionado en Drez-Lar bajo Ko-Rel; asesinado por Gamora y la Falange[100]
- Tir-Zar[149] bajo órdenes de Yon-Rogg
- Tol-Nokk[111]- Asesino
- Tus-Katt[150] - coordinador de la Inteligencia Suprema
- Ultimus[151]- Kree Eterno; también conocido como Demonio Druida;[152] miembro de Starforce; Enterrado bajo Stonehenge hace 3000 años por Tantalus; adoptó un nuevo nombre cuando supo de su verdadero origen de la Inteligencia Suprema
- Una[121]- médica estacionada bajo Yon-Rogg; Fue el interés romántico de Mar-Vell; asesinada por una explosión callejera durante una batalla con el Aakon;[153] enterrada en un asteroide que rodea Marte.
- Una-Rogg - La hija de Yon-Rogg y un enemigo de Genis-Vell.
- Uni[103]- parte de la expedición para conquistar Toped
- Milicia Subterránea: esclavos penales de Kree de piel rosada se convirtieron en una célula terrorista fanática en la Tierra.[154] Indignados ante su propia gente por la persecución ancestral, finalmente volvieron su ira hacia la tierra después de descubrir el destino del mundo natal en la Operación: Tormenta galáctica. Culpando a la superpotencia popular de la tierra por la destrucción del imperio Kree, busca hacer que el mundo se vuelva contra sus héroes mientras prepara una Nega Bomba para destruirlo.
- Vron-Ikka[155]- un comandante en el ejército de Kree; se acostó con Rick Jones en un intento por obtener los derechos de sus memorias; Creían que tenían el secreto de su poder del destino.
- William Kevin Wagner[156]- un Kree viviendo como un humano; amante de Carol Danvers; Chantajeado para mantenerse alejado de Carol por Sarah Day
- Wraith (Zak-Del) – un pícaro Kree que alberga parásitos de Exolon en su cuerpo y el hijo del exiliado Sim-Del, un brillante inventor que fue desterrado por su trabajo. Después de presenciar cómo mataban a sus padres a manos de agentes miembros de Kree, Wraith emprendió una búsqueda de venganza, sin sentir una lealtad particular a su raza ni a ninguna otra persona, pero finalmente fue reclutado para ayudar en la guerra contra la Falange en la historia Aniquilación: Conquista
- Yan[94]- asesinado por la Falange[100]
- Yon-Rogg[121] (fallecido) - Un coronel de Kree que es el padre de Zey-Rogg y Una-Rogg; dirigió el Helion en misión para investigar la Tierra; ex superior a Mar-Vell; Más tarde se opuso a él.
- Gun[100] - hijo de Ko-Rel (Nova 001)
- Zarek[121] - Primer ministro
- Zenna[142]- miembro de Starstealth
- Zen-Pram[97]- Comandante en el ejército de Kree; capturado y tramado en una camada; asesinado por Mar-Vell[98]
- Zey-Rogg[87] - hijo de Yon-Rogg; hermano de Una-Rogg; transportado al Microverso por el Capitán Marvel y herido por un escuadrón de ejecución con la intención de asesinar a Rick Jones
- Zyro[157]- un técnico al servicio de a-Rogg

### Híbridos
- Car-Ell / Carol Danvers[158]- Superheroina de la Tierra que nació de una madre Kree y un padre humano y se crio en la Tierra. Originalmente se creía completamente humana, la manifestación de sus habilidades Kree latentes se desencadenó durante una batalla entre Mar-Vell y Yon-Rogg, en la que quedó atrapada en la explosión de un Psyche-Magnitron.
- Dorrek VIII/Teddy Altman (Hulkling)[159] - miembro de los Jóvenes Vengadores; hijo de Mar-Vell y la princesa Anelle haciéndolo mitad Kree / mitad Skrull; prometido de Billy Kaplan (Wiccan); Fue llevado a la Tierra donde fue criado.
- Genis-Vell (Capitán Marvel / Photon) - exmiembro de los Thunderbolts; hijo de Mar-Vell y Elysius, diseñado genéticamente, que fue envejecido artificialmente hasta la edad adulta e imbuido de recuerdos de haber crecido en Titán;[160] Asesinado por el Barón Zemo.[161]
- Caballeros del Infinito[162] – Un grupo de híbridos Kree/Skrull que creían en una profecía sobre la unificación de los dos imperios y convertirse en sus protectores.
  - Dorrek Supremo – El líder del grupo y el primer portador de la espada "Excelsior".
  - M'ryn – Miembro del grupo que fundó la profecía y padre de Mur-G'nn. El fue asesinado por el mago Moridun para ser usado como cuerpo de este último.
  - K'kyy – Miembro femenino del grupo. Ella ayudó a secuestrar a Dorrek VIII para que este se convirtiera en rey del nuevo imperio.
  - Mur-G'nn – Miembro femenino del grupo. Ella ayudó a secuestrar a Dorrek VIII.
  - Lan-Zarr – Miembro del grupo. El guio a Dorrek VIII a través de la prueba para ver si era el Dorrek Supremo reencarnado.
  - Varra – Miembro femenino del grupo. Ella es asesinada por Moridun porque quería poseer a Wiccan, pero fue salvada por Hulkling.
- Hav-Rogg[87] - hijo de Zey-Rogg y nieto de Yon-Rogg
- Phyla-Vell (Quasar)[163]- hija genética de Mar-Vell y Elysius; creada en una línea de tiempo alternativa que se tejió en la realidad actual (Tierra-616) cuando Genis llevó a Entropy a rehacer el universo; Romance desarrollado con Dragón Lunar; Ganó bandas cuánticas después de tomarlas de Annihilus. Asesinada por Thanos.[164]
- Chica Ultra (Suzanna Sherman/Tzu-Zana):[83] una superheroína de la Tierra que fue miembro de los Nuevos Guerreros; ella fue miembro de la Iniciativa.[165]
- El hijo de Vulcan y Deathbird fue infundido con genes Kree.[166]

## Otras versiones

### Guardianes de la Galaxia
Un miembro del grupo villano Fuerza en la realidad de la Tierra-691 se conoce con el nombre de Ochenta y Cinco.

### Casa de M
En la realidad de la Casa de M, Genis-Vell es un embajador Kree que fue invitado a la Casa de Magnus en Genosha.

### MC2
El centinela de la Tierra es un híbrido humano / Kree de la realidad MC2.

### Ultimate Marvel
Los Kree fueron presentados a la realidad de Ultimate Marvel por la miniserie Ultimate Secret. Los Ultimate Kree son peces marrones con apariencia de pescado y ojos verdes brillantes. Ellos respiran una atmósfera similar a la de la tierra, y sus gargantas no pueden hablar inglés sin modificaciones quirúrgicas. Ultimate Kree se ha referido a una Inteligencia Suprema, pero aún no se ha demostrado. Algunos de ellos adoran, o siguen las enseñanzas de, un ser llamado Hala, una figura histórica comparable a Buda que predicó sobre la preservación de la vida mientras afirmaba no ser un dios.
El Capitán Supremo Marvel (Mahr Vehl) es un espía Kree en la Tierra, alterado quirúrgicamente para parecer humano, además de tener un arsenal de armas defensivas implantadas cibernéticamente, y pertenece a una familia que se dice que descendió de Hala.
Yahn Rgg también aparece en esta realidad donde es la versión del Universo Supremo de Yon-Rogg.

### Tierra-200080
La realidad de la cual provenía el 18.º Enviado Diplomático de la Gestalt que se estrelló en el universo Marvel. La Realidad de la cual Noh-Varr, el héroe dimensional perdido y pícaro de dicho universo proviene de. En sus propias palabras y en el relato histórico de la unidad We Plex, es un paralelo utópico dirigido por un Imperio Kree intergaláctico e interdimensional. Donde viajar e interactuar con mundos paralelos a través del cuasiverso es lo más básico para la flota Kree Diplomatic Gestalt Naval de su continuo.

## En otros medios

### Televisión
- Kree aparece en el episodio de Silver Surfer "Justicia Radical" como miembro de los Caminantes, un grupo compuesto por varias razas alienígenas desplazadas por Galactus.
- Kree aparece en los episodios de Fantastic Four: World's Greatest Heroes "Prueba de fuego", "La venganza de los Skrulls" y "Concurso de campeones".
- Kree aparece en los episodios de The Super Hero Squad Show "La alienación del surfista" y "La batalla final (he dicho)".
- Kree aparece en los episodios de The Avengers: Earth's Mightiest Heroes:[170]
  - En la primera temporada, episodio "459", envían a uno de sus centinelas a la Tierra que es útil como poste estratégico en su guerra con los Skrulls. Sin embargo, gracias al ataque de Ant-Man, Avispa y Carol Danvers, el Sentry comienza a activar una nega-bomba Kree y destruir a la humanidad. Esto lo impide Iron Man, Thor y Mar-Vell, un capitán de la división científica de la Marina Kree que quiere proteger a la humanidad (Carol en particular). Después Mar-Vell pronto deja de alegar el caso de la Tierra a la Inteligencia Suprema.
  - En la segunda temporada, episodio "Michael Korvac", Se revela que el Kree había secuestrado y experimentado en Michael Korvac que terminó con Michael Korvac que destruía la nave de Kree que él estaba a bordo. En el episodio "Bienvenido al Imperio Kree", Ronan el Acusador llevó a Yon-Rogg, Mar-Vell y Kalum Lo a la Tierra para hacer que la Tierra se uniera al Imperio Kree. Mientras Kalum Lo y sus soldados se hacen cargo de la nave de Kang el Conquistador, Damocles (que se ha convertido en la base S.W.O.R.D.), en la tarea de Ronan, Yon-Rogg y Mar-Vell a la Tierra para juzgar a los seres humanos para ver si la Tierra es digna de unirse al Imperio Kree. Kalum Lo hizo que la esclava alienígena de Kree, Sydren, ingresara varios códigos en la computadora de Damocles para obtener el control de toda la nave. Abigail Brand derrota al Kree y libera a Sydren del control Kree. Mientras que los Vengadores y Carol Danvers, ahora como Ms. Marvel, han derrotado a Ronan el Acusador, S.W.O.R.D. toma el control de la nave Kree. Ronan y los soldados kree involucrados son enviados a la prisión 42. En el episodio "Operación de la tormenta galáctica", los Kree atacan a la nave S.W.O.R.D. Falchion durante su intriga para abrir un agujero de gusano cerca del sol de la Tierra. Al mismo tiempo, un equipo de Kree negro-ops se envía para rescatar a Ronan el Acusador de la Base Hidro-Base. Capitán América, Thor, Iron Man, Avispa, Ms. Marvel, Hawkeye, Visión, Capitán Mar-Vell y Peter Corbeau fueron capaces de detener el dispositivo de agujero de gusano, pero terminaron succionados hacia el espacio Kree. En el episodio "Vive como Kree o muere", Los Vengadores se separan en el choque-aterrizaje en Hala. Capitán América, Avispa, Marvel, Capitán Mar-Vell y Peter Corbeau son aprehendidos por los soldados Kree y llevados ante la Inteligencia Suprema. La Inteligencia Suprema entonces tiene a los humanos experimentados para ver de lo que los humanos son capaces. Cuando el capitán Mar-Vell intenta invocar a la Inteligencia Suprema para que los libere de los experimentos, la Inteligencia Suprema afirma que "los traidores del Imperio Kree no tienen voz". Thor se ocupa de los soldados Kree y sus Centinelas, mientras que Iron Man, Black Panther, Hawkeye y Visión liberan a sus compañeros de equipo cautivos. Después de que los Vengadores y Mar-Vell lograron cerrar la Inteligencia Suprema por un tiempo, Mar-Vell planea llevar a los Kree a una nueva era de paz.
- Kree aparece en la segunda temporada de Hulk and the Agents of S.M.A.S.H. La característica de Kree son Ronan el Acusador y la Inteligencia Suprema. Los Kree se ven por primera vez en el episodio de dos partes "Planeta Hulk", donde los soldados Kree dirigidos por Ronan el Acusador planean manipular los eventos que harían que Galactus consumiera a Ego, el Planeta Viviente.
- Kree aparece en la nueva serie Guardianes de la Galaxia. Los Kree conocidos son Ronan el Acusador, Korath el Perseguidor, la Inteligencia Suprema y Wraith.
- Kree aparece en la tercera temporada de Avengers: Ultron Revolution, episodio, "Capitana Marvel". Su historia con Carol Danvers y que se convirtiera en Ms. Marvel y más tarde en la Capitana Marvel estaba intacta. Un grupo de Kree dirigido por Galen-Kor llegó a la Tierra con la misión de secuestrar a los recién emergidos Inhumanos e incluso secuestrar al Capitán Marvel como un bono. Ellos corrieron con Capitána Marvel, el Capitán América, Falcon y Thor incluso cuando fueron engañados en su barco disfrazado. Después de luchar contra el Kree Sentry, Galen-Kor y los soldados Kree con él lucharon contra los Vengadores hasta que salieron de la nave al llenarlo con un gas peligroso que los Kree no se ven afectados. Cuando el gas peligroso fue filtrado fuera de la nave, Galen-Kor atacó su avión de combate con los otros soldados de Kree y los centinelas de Kree mientras que tenía un misil que lanzara el gas peligroso la tierra. Con la ayuda de los otros Vengadores, Capitán Marvel, Capitán América, Falcón y Thor desactivar los misiles, derrotar a Galen-Kor y sus soldados, y transferir a sus cautivos Inhumanos a Attilan.
- Kree aparece en la serie Marvel's Agents of S.H.I.E.L.D. del universo cinematográfico de Marvel:
  - En la primera temporada, episodio "TAHITI", el agente de S.H.I.E.L.D., Phil Coulson descubre un cadáver de piel azul en una instalación secreta y subterránea mientras busca la fuente del suero regenerativo GH-325. El productor ejecutivo Jeffrey Bell confirmó más tarde que este era el cuerpo de un Kree. En el episodio " Yes Men ", Coulson le pregunta a Sif si ha encontrado alguna especie alienígena de color azul. Los Kree están entre las especies que ella lista por su nombre, aunque ella insiste en que nunca han visitado la Tierra.
  - En la segunda temporada, los episodios "... Ye Who Enter Here", "What They Become" y " Who You Really Are", se revelan que una facción Kree rogue visitó la Tierra como parte de sus experimentos para crear genes alterados soldados según Raina, en contraste con otros creyendo que estaban actuando para conquistar o destruir la humanidad, los Kree crearon a los Diviners con el propósito de ingeniar a los Inhumanos mientras limpiaban aquellos que las reliquias consideran indignas del proceso. El episodio "Who You Really Are" reveló que estos Kree, cuyos experimentos fracasaron en otros planetas, han sido eliminados por el Imperio Kree. Habiendo sido alertado por una señal, Un guerrero Kree llamado Vin-Tak (interpretado por Eddie McClintock) vino a la Tierra para encontrar a los restantes adivinos que la facción Kree se escondió en la Tierra para asegurar que los experimentos no se reanudarían en el caso de que los restos de la facción Kree llegó a la Tierra Corriendo con el equipo de Coulson y Sif, cuyo recuerdo robó temporalmente con su porra, Vin-Tak se enteró de que Skye era una Inhumana e intentaba matarla. Por suerte, Bobbi Morse usa la porra de Vin-Tak para que se olvide de por qué vino a la Tierra cuando Sif lo acompaña de regreso a Hala. En el episodio "Scars", se muestra que la facción de Robert Gonzales de S.H.I.E.L.D. ha obtenido un material similar al monolito que los Kree planeaban usar para destruir a los Inhumanos. Esta roca envía a cualquier persona que es succionada en él a otro planeta donde un ser inhumano conocido como Hive fue desterrado.
  - En la tercera temporada, episodio "Failed Experiments", se reveló que los guerreros Kree conocidos como Kree Reapers fueron los responsables de secuestrar a los humanos para los experimentos Inhumanos como hicieron con el guerrero maya que se convirtió en Hive. Cuando el dispositivo que se utilizó para hacer Inhumanos fue activado por Hive, atrajo la atención de los Kree Reapers donde uno de ellos mató a Alisha Whitley. Ambos fueron asesinados por Hive y Daisy Johnson, donde se utilizó la sangre de uno de ellos en los proyectos de creación inhumana de Hive.
  - En la quinta temporada introdujo Kree Kasius (retratado por Dominic Rains), Sinara (retratado por Florence Faivre), Hek-Sel (retratado por Luke Massy), y el hermano de Kasius Faulnak (retratado por Samuel Roukin) quien existe en el año 2091. El episodio "El que nos salvará a todos" presenta el Kree Taryan (interpretado por Craig Parker) que es el padre de Kasius y Faulnak y el representante de Kree en la Confederación.

### Películas
- Los Kree aparecen en la película de 2014 Guardianes de la Galaxia. Ronan el Acusador (Lee Pace) y Korath el Perseguidor (Djimon Hounsou) son las únicas personas notables de Kree que aparecen en la película. Se afirma que el Imperio Kree acaba de firmar un tratado de paz con los Nova Corps de Xandar, lo que pone fin a una guerra de siglos entre las dos razas. Este tratado incita al radical Ronan a embarcarse en una campaña renegada de genocidio contra todos los xandarianos. Para la frustración de los Nova Corps, el embajador Kree (Tomas Arana) le dice a Iraní Rael que el Imperio Kree se niega a detener la ola de asesinatos de Ronan y que su plan no es su preocupación.
- Los Kree aparecen brevemente en la película Guardianes de la Galaxia vol. 2 (2017), donde su planeta Hala casi fue destruido por Ego.[171]
- Los Kree aparecen en Capitana Marvel (2019).[172] Pace y Hounsou repiten sus roles como Ronan y Korath, y se les unen Jude Law como Yon-Rogg, Gemma Chan como Minn-Erva, Algenis Perez Soto como Capitán Atlas y Rune Temte como Bron-Char, quienes son miembros del equipo militar Kree, Fuerza Estelar. Mar-Vell y la Inteligencia Suprema también aparecen en la película, ambas interpretadas por Annette Bening. Yon-Rogg vino a la Tierra cuando el Kree descubrió que Mar-Vell estaba trabajando en un experimento de motor warp, además de albergar a algunos Skrulls. Cuando Mar-Vell murió en un accidente con Carol Danvers y Yon-Rogg llegó, Carol disparó el motor y quedó expuesta a sus energías. Después de una transfusión de sangre de Yon-Rogg, Carol sufrió de amnesia y trabajó con él y con la Inteligencia Suprema. Carol regresó a la Tierra luego de un encuentro con los Skrull liderados por Talos. Cuando se trató de una conversación con Talos, Carol aprendió lo que el Kree le hizo a los Skrull y su mundo natal. Después de quitarse el amortiguador de su cabeza, Carol usa sus poderes para luchar contra las fuerzas Kree, lo que provocó que la mayoría de ellos fueran asesinados o incapacitados. Yon-Rogg fue enviado de regreso a Hala para llevar el mensaje de Carol a la Inteligencia Suprema.
- En la película de 2023 Guardianes de la Galaxia Vol. 3, un Kree llamado Bam fue contratado por OrgoCorp como guardia de seguridad en el Orgoscopio. El fue llamado para defender el Orgoscopio de Mantis y Drax el Destructor. Sin embargo, Mantis desarmó a Bam y lo obligó a bailar.
- La Kree Dar-Benn aparecerá en The Marvels (2023) como la principal antagonista de la película, luchando contra Carol Danvers, Kamala Khan y Mónica Rambeau.[173]Se descubre que el planeta Kree Hala sufre de falta de agua, aire y su sol Pama se estaba muriendo. Dar-Benn y su ejército Kree fueron en busca de planetas utilizando el Cañón Universal y la Banda Cuántica para abrir una grieta en la Red de Teletransportación Neural Universal y robar el aire en el planeta Skrull Tarnax IV, y el agua en el planeta Aladna. Finalmente, Dar-Benn buscó el Sol de la Tierra para reabastecer a Pama, pero se dio cuenta de que solo el poder de la banda única y su Arma Universal no eran suficientes para extraer algo de esa magnitud. Después de que Dar-Benn sucumbiera a la muerte por el poder de las bandas, Danvers decidió cumplir la promesa que le hizo a su enemigo. Ella voló a Hala y se dirigió a Pama, donde se volvió binaria y voló a través de él, reuniendo efectivamente su sol y restaurando Hala.

### Videojuegos
- Los Kree aparecen en Marvel: Ultimate Alliance. Se presentó el arte conceptual para una nave Kree.
- Los Kree aparecen en Marvel: Avengers Alliance.[174]
- Los Kree aparecen en Marvel Strike Force.[175]
- Los Kree aparecen en Guardians of the Galaxy: The Telltale Series. Fue declarado que el mundo natal de Kree y aquellos en él en ese momento fueron destruidos por Thanos. Un grupo de Kree dirigido por Hala el Acusador planeó obtener la Forja de la Eternidad para revivir a todos los Kree y su hijo.